# In the Wee Small Hours
In the Wee Small Hours är ett musikalbum av Frank Sinatra, lanserat 1955 på skivbolaget Capitol Records. För musikarrangemangen stod Nelson Riddle. Albumet gavs dels ut som vanlig LP, och dels uppdelat i två tiotumsvinyler. 1955 var den vanliga LP-skivan fortfarande inte dominerande för albumsläpp. Albumet är ett melankoliskt konceptalbum vars låtar rör vid ämnen som ensamhet, introspektion och avslutade kärleksrelationer. 
Albumet har ett mycket högt anseende och räknas till Sinatras allra bästa skivor. Magasinet Rolling Stone har listat det på plats 101 i sin lista The 500 Greatest Albums of All Time. Albumet finns även med i Robert Dimerys bok 1001 album du måste höra innan du dör.

## Låtlista
(kompositör inom parentes)
1. "In the Wee Small Hours of the Morning" (Bob Hilliard / David Mann) - 3:00
2. "Mood Indigo" (Barney Bigard, Duke Ellington och Irving Mills) - 3:30
3. "Glad to Be Unhappy" (Richard Rodgers / Lorenz Hart) - 2:35
4. "I Get Along Without You Very Well" (Hoagy Carmichael) - 3:42
5. "Deep in a Dream" (Eddie DeLange / Jimmy Van Heusen) - 2:49
6. "I See Your Face Before Me" (Howard Dietz / Arthur Schwartz) - 3:24
7. "Can't We Be Friends?" (Paul James / Kay Swift) - 2:48
8. "When Your Lover Has Gone" (Einar Aaron Swan) - 3:10
9. "What Is This Thing Called Love?" (Cole Porter) - 2:35
10. "Last Night When We Were Young" (Harold Arlen / Yip Harburg) - 3:17
11. "I'll Be Around" (Alec Wilder) - 2:59
12. "Ill Wind" (Harold Arlen / Ted Koehler) - 3:46
13. "It Never Entered My Mind" (Richard Rodgers / Lorenz Hart) - 2:42
14. "Dancing on the Ceiling" (Richard Rodgers / Lorenz Hart) - 2:57
15. "I'll Never Be the Same" (Gus Kahn, Matty Malneck och Frank Signorelli) - 3:05
16. "This Love of Mine" (Sol Parker, Henry W. Sanicola, Jr. och Frank Sinatra) - 3:33

## Listplaceringar
- Billboard 200, USA: #1[2]